# 주엽초등학교
주엽초등학교는 대한민국 경기도 고양시에 있는 공립 초등학교이다.

## 학교 연혁
- 1994.03.01 주엽국민학교 개교
- 1994.03.01 제1대 김재범 교장 부임
- 1996.03.01 주엽초등학교로 개명
- 1997.03.01 주엽초등학교 병설유치원 개원
- 2014.03.01 제7대 오희경 교장 부임
- 2014.03.01 27학급 편성(유치원 3학급)
- 2016.03.02 25학급 편성(유치원 3학급)
- 2018.02.09 제24회 졸업식 (99명졸업,총4807명)
- 2018.03.02 제8대 박봉선 교장 부임

## 참고 자료
- 주엽초등학교 - 한국교육학술정보원 학교알리미